# Смит, Генри Джон Стивен
Профессор Генри Джон Стивен Смит, член королевского общества, член королевского общества Эдинбурга, член королевского астрономического общества, доктор наук (2 ноября 1826 — 9 февраля 1883) — ирландский математик и астроном-любитель, известный благодаря своей работе в областях элементарных делителей и квадратичных форм, а также благодаря формуле масс Смита — Минковского — Зигеля в области теории чисел. В теории матриц его имя носит нормальная форма Смита. Также Смит первым обнаружил Канторово множество

.

## Биография
Смит родился в Дублине, Ирландия. Он был четвёртым ребёнком Джона Смита (1792—1828), барристера, который умер, когда Генри было два года. Мать Генри, Мэри Мёрфи (умерла в 1857), родившаяся у залива Бантри, вскоре после этого перевезла семью в Англию. У Смита было тринадцать братьев и сестёр, среди которых была Элеанора Смит, ставшая известной активисткой в области образования. В детстве он жил в разных городах Англии. Генри не ходил в школу, его мать учила его самостоятельно, а когда ему исполнилось 11 лет, наняла частных репетиторов. В 1841 году, в возрасте 15 лет, Смит был принят в школу Рагби в графстве Уоркшир, которую возглавлял Томас Арнолд. Генри удалось поступить туда, потому что его репетитор, Генри Хайтон, получил должность воспитателя в этой школе
.
В 19 лет Смит выиграл вступительную стипендию колледжа Баллиол в Оксфорде. Он окончил колледж с высокими оценками по математике и языкам в 1849 году. Смит свободно говорил на французском, поскольку проводил каникулы во Франции. Он брал уроки математики в университете Сорбонны в Париже в 1846—1847 учебном году. Генри не женился и жил с матерью, пока она не умерла в 1857 году. Затем он привёз сестру, Элеанору Смит, в свой дом в районе Сент-Джайлс в качестве домработницы.
Смит остался в колледже Бейлиол в качестве учителя математики после выпуска и вскоре получил статус действительного члена колледжа.
В 1861 году он получил должность савильского профессора геометрии в Оксфорде. В 1873 году он получил стипендию колледжа Корпус-Кристи в Оксфорде и прекратил преподавать в колледже Бейлиол.
В 1874 году он стал куратором университетского музея и вместе с сестрой переехал в Дом Кураторов на улице Саус Паркс в Оксфорде.
Будучи деловым человеком, Смит отвечал за академическую и комитетскую работу в академии; был куратором в музее Оксфордского университета; экзаменатором по математике в Лондонском университете; членом королевской комиссии, оценивающей научное образование; членом комиссии по реформе руководства Оксфордского университета; председателем комитета учёных, осуществляющих надзор над Метеорологическим офисом; дважды президентом Лондонского математического общества и не только.
Генри Смит умер в Оксфорде 9 февраля 1883 года. Он был похоронен на кладбище Святой Усыпальницы в Оксфорде.

## Работа

### Исследования в области теории чисел
Первые две математические статьи, написанные Смитом, были по геометрии, но уже третья касалась теории чисел. Следуя примеру Гаусса, он написал первую статью по теории чисел на латинском языке: «De compositionenumerorum primorum formæ {\displaystyle 4n+1} ex duobus quadratis». В ней Смит оригинальным способом доказал теорему Ферма о том, что любое простое число в форме {\displaystyle 4n+1} ({\displaystyle n} — целое число) является суммой квадратов двух чисел. Следующая статья Смита содержала введение в теорию чисел.
В 1858 году Смит был выбран Британской научной ассоциацией для подготовки доклада по теории чисел. Доклад состоял из пяти частей, которые были написаны с 1859 по 1865 год. Это был не исторический и не научный трактат, а нечто среднее. Смит с выдающейся ясностью и аккуратностью проанализировал работы математиков по теории сравнений и бинарным квадратичным формам, которые были написаны за последнее столетие. Он обращался к первоисточникам, кратко описывал закономерности, намечал ход доказательства и указывал выводы, нередко добавляя что-то своё.
Во время подготовки доклада, а также в качестве логичного завершения связанных с этим исследований, Смит опубликовал несколько оригинальных статей-дополнений к высшей математике. Некоторые из них были завершёнными и появились в «Философских трудах» Королевского общества Лондона; другие, содержащие только выводы без развернутых доказательств, были не окончены, их опубликовали в «Записках» данного сообщества. Одна из последних, под названием «О порядках и родах квадратичных форм, содержащих более трёх переменных», содержала некоторые общие принципы, с помощью которых была решена задача, предложенная Эйзенштейном, а именно разложение целых чисел в сумму пяти квадратов, и аналогичная задача для суммы из семи квадратов. Также было указано, что теоремы Якоби, Эйзенштейна и Лиувилля для сумм четырёх, шести и восьми квадратов можно вывести из изложенных выше принципов.
В 1868 году Смит вернулся к исследованиям в области геометрии, которые интересовали его изначально. За научную статью «Некоторые кубические и биквадратные уравнения» он получил премию Штейнера от Королевской академии наук Берлина.
В феврале 1882 года Смит с удивлением узнал из французского научного журнала «Comptes rendus», что Парижская академия наук предложила теорию разложения целых чисел в сумму пяти квадратов в качестве темы для Гран-При по математике; и что внимание участников обращали на результаты без доказательства теоремы Эйзенштейна, в то время как о работе Смита на ту же тему, опубликованную в «Записках» Королевского общества наук, ничего сказано не было. Смит написал Эрмиту, привлекая его внимание к написанной им статье; в ответном письме его уверили, что члены комиссии не знали о существовании данной статьи, и посоветовали завершить доказательство и отправить научную работу, соответствующую правилам, на соревнование. Согласно правилам, каждая рукопись должна была содержать эпиграф, а на запечатанной обложке указано имя автора. До окончания конкурса (1 июня 1882 года) оставалось три месяца, Смит начал работу, подготовил научную статью и отправил её вовремя.
Через два месяца после смерти Смита Французская академия академия выбрала победителей. Двум из трёх присланных научных работ были присуждены премии. Когда были открыты обложки, оказалось, что авторами победивших работ были Смит и Минковский, молодой математик из Кёнисберга. Предыдущие работы Смита были проигнорированы, а Эрмит, которому он писал, сказал, что забыл сообщить о них комиссии.

### Работа над интегралом Римана
В 1875 году Смит опубликовал важную работу на тему интегрируемости разрывных функций по Риману. В этой работе, помимо строго определения интеграла Римана и подробных доказательств многих теорем, написанных Риманом, он также привёл пример остаточного множества, которое было незначимым в теории меры множества, поскольку его мера не равнялась нулю: функция, непрерывная везде, кроме этого множества, не интегрируема по Риману. Приведённый Смитом пример показывал, что доказательство достаточного условия интегрируемости разрывных функций по Риману, приведённое ранее Германом Ганкелем, неверно и результат не сходится; однако его вывод долгое время оставался незамеченным и не влиял на дальнейшее развитие науки. В работе 1875 года Смит обсуждал нигде не плотное множество положительной меры на вещественной оси, раннюю версию множества Кантора, ныне известную как множество Смита — Вольтерры — Кантора.